# Kien Svay
Kien Svay es uno de los once distritos que forman la provincia camboyana de Kandal, con una población estimada en marzo de 2008 de 172 950 habitantes. Está dividido en las siguientes  comunas (khum), que se muestran asimismo con población estimada de 2008:
- Banteay Daek 14,593
- Chheu Teal 8,952
- Dei Edth 16,840
- Kampong Svay 10,975
- Kbal Kaoh 18,537
- Kokir 18,058
- Kokir Thum 11,457
- Phum Thum 10,944
- Preaek Aeng 15,791
- Preaek Thmei 17,107
- Samraong Thum 20,195
- Veal Sbov 9,501[1]